# Troisième Voie (Palestine)
Pour les articles homonymes, voir Troisième Voie.
Troisième Voie est un petit parti politique centriste actif au sein de l'Autorité nationale palestinienne. Fondé le 16 décembre 2005, il est codirigé par Salam Fayyad et Hanan Ashrawi. Ce parti se positionne comme une alternative au bipartisme représenté par le Hamas et le Fatah.
Lors des élections législatives de janvier 2006, Troisième Voie a obtenu 2,41 % des voix, ce qui lui a permis de décrocher 2 sièges au sein du Conseil législatif palestinien. Après ces résultats décevants, le parti s'est retiré de la scène politique palestinienne. Cependant, en juillet 2015, ses dirigeants ont tenu une série de réunions à Ramallah et à Hébron pour discuter d'une possible réactivation de leur plateforme et d'un retour sur le devant de la scène.

## Histoire
Troisième Voie a été fondé en vue des élections législatives palestiniennes de 2006, avec l'ambition de devenir la troisième force politique en Palestine. Cependant, les résultats n'ont pas été à la hauteur des attentes : il n'a obtenu que 2,41 % des voix et seulement quatre sièges. Ce résultat a surpris les experts politiques, d'autant plus que les dirigeants du parti, Salam Fayyad et Hanan Ashrawi, sont des figures influentes et respectées dans la politique palestinienne, tant au niveau local qu'international.
Salam Fayyad a travaillé au Fonds monétaire international pendant plus de dix ans, tandis que Hanan Ashrawi a joué un rôle clé en tant que porte-parole de l'Organisation de libération de la Palestine lors de la conférence de paix de Madrid et a participé aux accords d'Oslo. Ashrawi est également reconnue pour son engagement universitaire et son activisme politique. Mustafa Barghouti, un autre membre important du parti, était un ancien membre du Parti du peuple palestinien.
Le faible score de la Troisième Voie, malgré la notoriété de ses leaders, a été attribué à plusieurs facteurs. Leurs impressionnants parcours ont pu se retourner contre eux, en raison de leur participation à l'Autorité palestinienne, perçue négativement par une partie de la population. De plus, le soutien visible de donateurs occidentaux a pu discréditer le parti auprès des électeurs palestiniens, malgré un programme politique solide et des candidats solides.

## Idéologie
Le parti Troisième Voie se présente comme libéral-démocrate. Salam Fayyad, le leader du parti, qualifie l'idéologie du parti de "démocratique, sociale et libérale". Troisième Voie appelle à une "réforme radicale" de tous les aspects de l'administration et de la gouvernance palestiniennes, dénonçant un système gangrené par la corruption. Fayyad a particulièrement insisté sur la nécessité de réduire le chaos et l'anarchie en Palestine.
Les principaux combat du parti sont l'éradication de la corruption, le respect de l'État de droit et une refonte complète du système judiciaire. Sur le plan économique, le parti met l'accent sur la lutte contre le chômage et la pauvreté, proposant l'établissement d'un État-providence et d'une sécurité sociale en Palestine.
La Troisième Voie s'oppose à la résistance violente contre Israël, soutenant une "résistance populaire et non violente". Selon Fayyad, les Palestiniens ont le droit de résister à l'occupation et à la répression politique, mais uniquement par des "moyens légitimes". Le parti souhaite rétablir les frontières de 1967 avec Israël et croit en une résolution de la question des réfugiés palestiniens par le biais de négociations avec Israël et les Nations Unies.